# Бучацькі вісті
Бучацькі вісті — україномовна газета, орган повітової управи у м. Бучачі за час гітлерівської окупації. В 1941 році у світ вийшло 8 номерів газети, перший з яких — у липні. Редактором газети був В. Новосад.
У Львівській науковій бібліотеці зберігаються числа 2 (за 3 серпня) та 4-8. Вартість складала 50 копійок або 5 пфенінґів.